# Nicolau de Santcliment
Nicolau de Santcliment (Lleida, XIII segle - XIV segle), senyor d'Alcarràs, Sarroca de Lleida, Llardecans i La Granadella, va ser un cavaller català del llinatge dels Santcliment. Fill gran de Tomàs de Santcliment, primer senyor d'Alcarràs, Nicolau de Santcliment pertanyia a una e les famílies més poderoses de l'oligarquia urbana de Lleida.

## Biografia
Nicolau va ser un dels Santcliment que més va ajudar a expandir la fortuna de la família. Ell era senyor d'Alcarràs a inicis dels XIV segle, moment que ampliar altres propietats com Sarroca, Llardecans i La Granadella. També ell, i seus fills Bernat i Francesc després d'ell, s'estendran a Albalat de Cinca (poblada aquesta a Furs de Barcelona), a Vallmanya, Vilanova de Remolins, Flix, La Palma i el Mas de Flix.
El 1312 Jaume II concedí a Nicolau de Santcliment el mer i mixt imperi sobre el senyoriu d'Alcarràs, que el 1315 heretà el seu fill Bernat.
Va tenir dos fills: Bernat de Santcliment i Francesc de Santcliment.